# 상점가

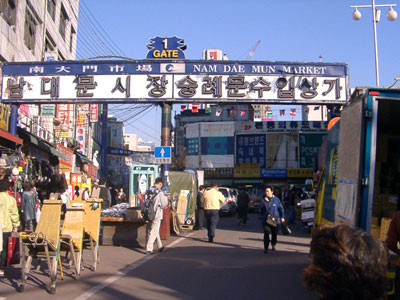
서울의 숭례문 상가

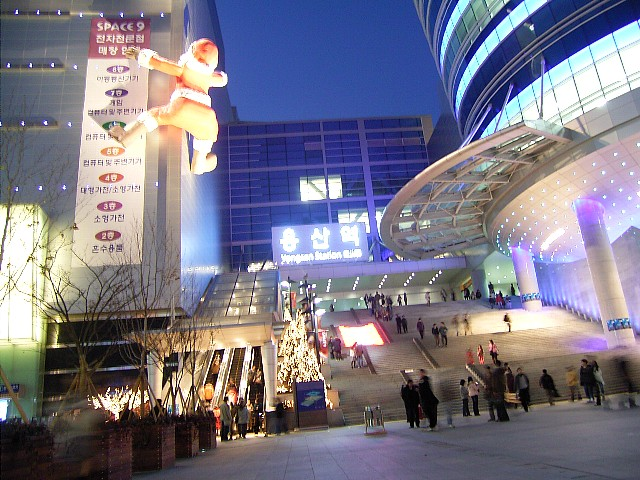
서울의 용산역 및 용산전자상가

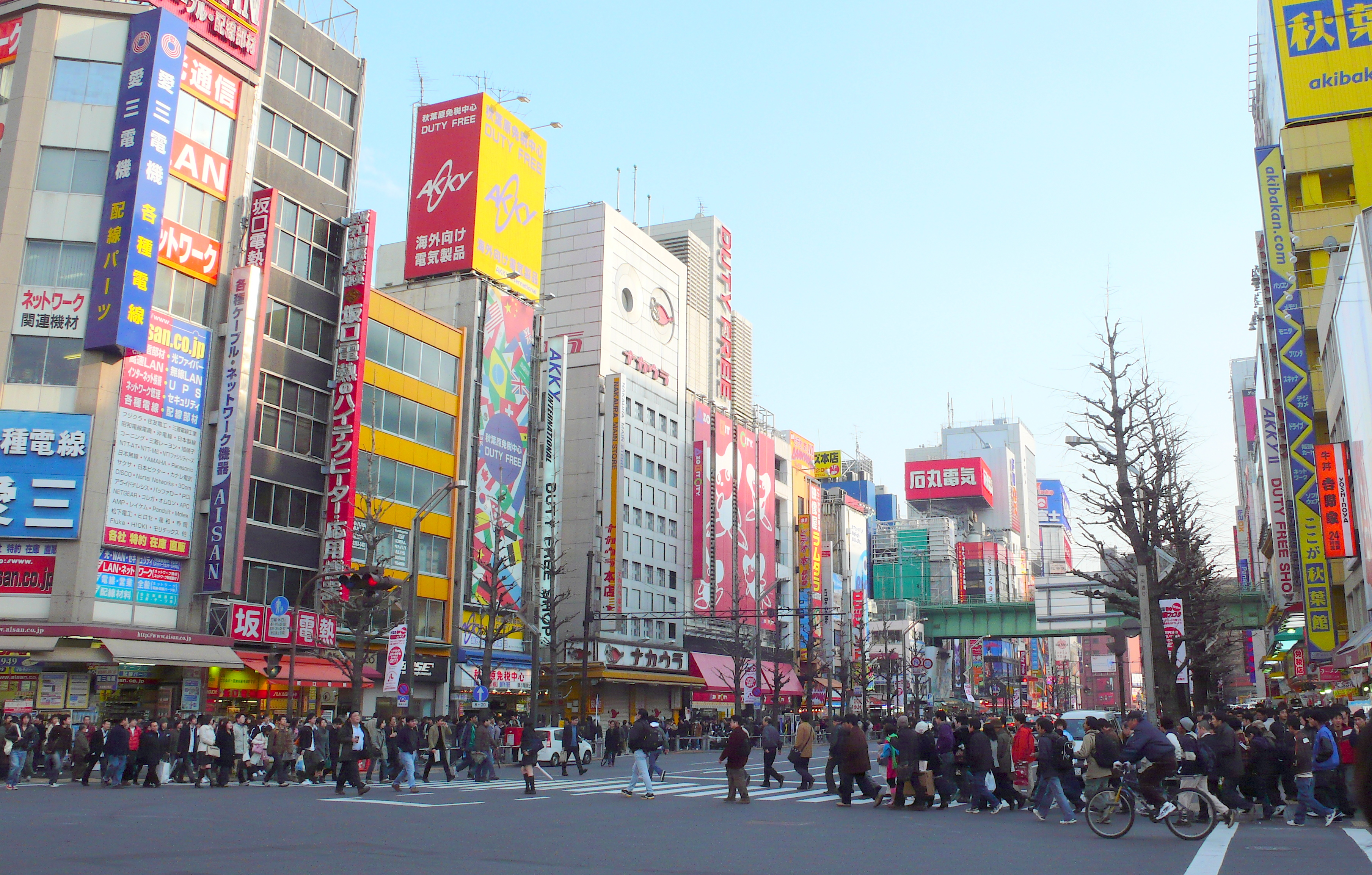
일본의 아키하바라 전자상가

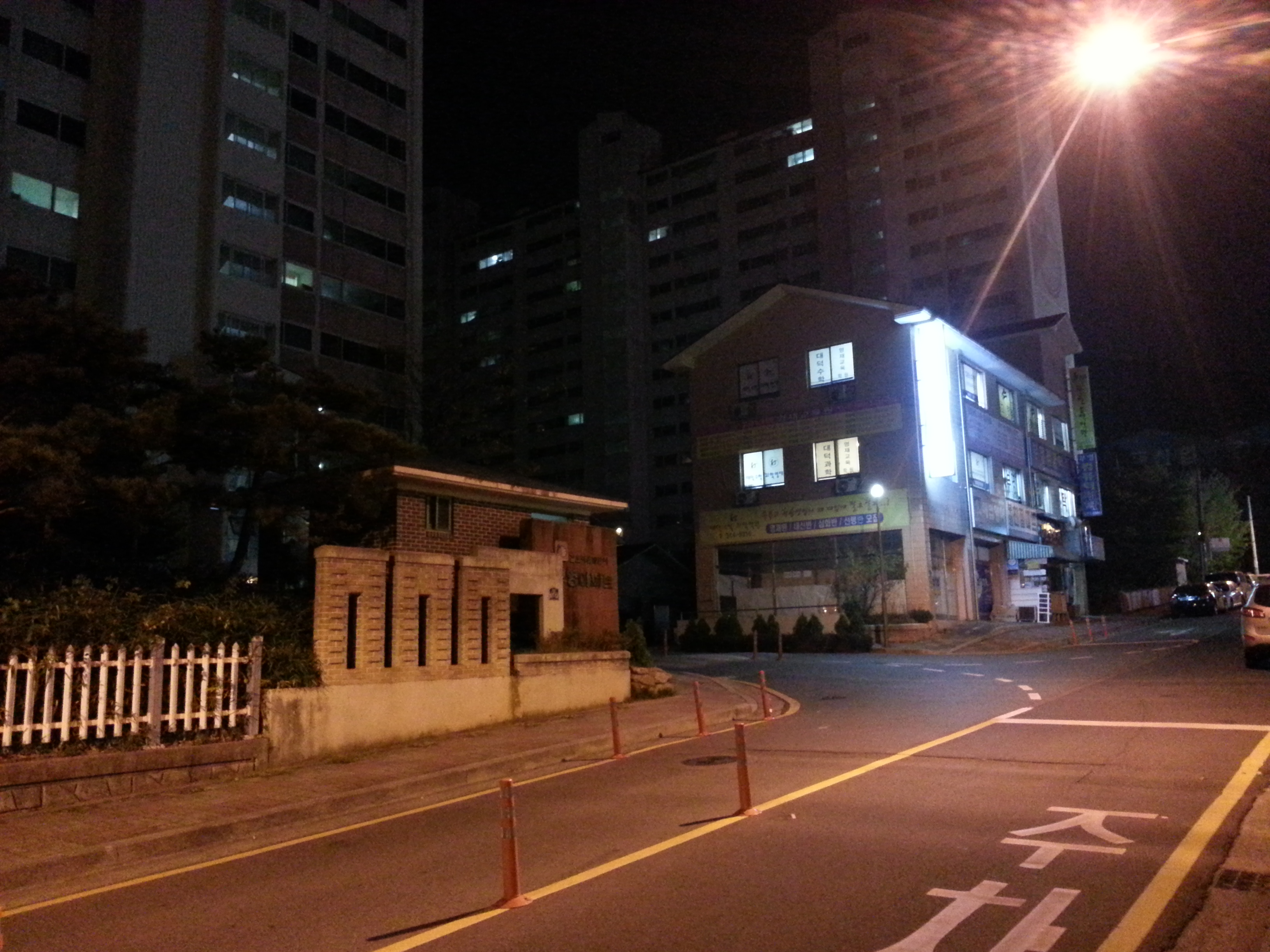
아파트 입구 앞 상가

상점가(商店街)는 가게가 모여 있는 지역이다. 가게가 모여 있는 길거리를 상가(商街)라고 부르기도 한다.

## 전문 상가
특정한 업종의 가게들이 모여서 상가를 구성하면 소비자를 효과적으로 유인할 수 있기 때문에 유사 업종의 가게가 모여 전문 상가를 구성하기도 하며, 유명한 전문 상가는 다음과 같은 것들이 있다.
- 용산전자상가 - 서울시 용산구에 위치한 한국 최대의 전자상가
- 세운상가 - 서울시 종로구에 위치한 상가
- 아키하바라 전자상가 - 일본 최대의 전자상가

## 같이 보기
- 상업 시설
- 상업 지구
- 시장
- 도매상
- 소매상